# Haydarpaşa
Haydarpaşa est un quartier du district de Kadıköy, dans la partie asiatique d'Istanbul, en Turquie.
Le quartier, sur la côte de la mer de Marmara, est bordé par Harem au nord-ouest et Kadıköy au sud-est.
C'est un quartier historique avec presque exclusivement des bâtiments publics dont sa gare historique interurbaine et le son port (en).